# Falso Brilhante
Falso Brilhante é o décimo quarto álbum de estúdio da cantora brasileira Elis Regina, lançado no Brasil em 1976 pela gravadora Phonogram. O álbum surgiu de um espetáculo planejado para contar a história de vida e profissional de Elis Regina.
O álbum ocupa a 36ª posição da Lista dos 100 maiores discos da música brasileira segundo a revista Rolling Stones. Segundo o Jornal do Brasil, o álbum vendeu cerca de 182 mil cópias no Brasil, até 23 de março de 1980, sendo o disco mais vendido da carreira da cantora.

## Antecedentes - O Espetáculo Falso Brilhante
Em 1975, Elis Regina estreou uma temporada solo intitulada Falso Brilhante, com o objetivo de contar sua história, vida e carreira, sem deixar de lado as críticas à ditadura militar brasileira. Tudo isso num ambiente um tanto circense. As apresentações, sob direção cênica de Myriam Muniz e direção musical de Cesar Camargo Mariano, ocorreram no Teatro Bandeirantes, ficando em cartaz por praticamente dois anos, de 1975 a 1977. Ocorreram, apenas em São Paulo, 257 apresentações, com público aproximado de 280 mil pessoas. O título, Falso Brilhante, foi extraído do bolero “Dois pra lá, dois pra cá”, de João Bosco e Aldir Blanc, lançado por Elis em 1974, sendo ressignificado como metáfora de sua vida. Nesse espetáculo, Elis interpretou duas canções (Como Nossos Pais e Velha Roupa Colorida) escritas pelo músico e intérprete cearense Belchior. 

## Gravação e recepção
| Críticas profissionais | Críticas profissionais |
| Avaliações da crítica  | Avaliações da crítica  |
| Fonte                  | Avaliação              |
| ---------------------- | ---------------------- |
| All Music              | [ 4 ]                  |

Devido à popularidade do espetáculo Falso Brilhante, foi solicitado que Elis e seus músicos gravassem parte do repertório em estúdio para que fosse lançado um LP. O disco foi gravado em apenas dois dias entre as folgas das apresentações ao vivo. Falso Brilhante foi, à época, tido como produção de qualidade menor, em termos técnicos e de arranjos.
Atualmente, entretanto, Falso Brilhante é considerado não apenas um dos maiores sucessos da carreira de Elis Regina, como um dos discos mais representativos da MPB dos anos 1970.

## Faixas
| Lado 1 |                            |                                                                    |         |  |
| N.º    | Título                     | Compositor(es)                                                     | Duração |  |
| 1.     | "Como Nossos Pais"         | Belchior                                                           | 4:21    |  |
| 2.     | "Velha Roupa Colorida"     | Belchior                                                           | 4:11    |  |
| 3.     | "Los Hermanos"             | Atahualpa Yupanqui                                                 | 3:33    |  |
| 4.     | "Um por Todos"             | João Bosco, Aldir Blanc                                            | 2:24    |  |
| 5.     | "Fascinação" (Fascination) | Fermo Dante Marchetti, Maurice de Féraudy. Versão: Armando Louzada | 3:01    |  |

| Lado 2         |                            |                           |         |  |
| N.º            | Título                     | Compositor(es)            | Duração |  |
| 6.             | "Jardins de Infância"      | Bosco, Blanc              | 2:49    |  |
| 7.             | "Quero"                    | Thomas Roth               | 3:43    |  |
| 8.             | "Gracias a la Vida"        | Violeta Parra             | 4:23    |  |
| 9.             | "O Cavaleiro e os Moinhos" | Bosco, Blanc              | 2:04    |  |
| 10.            | "Tatuagem"                 | Chico Buarque, Ruy Guerra | 4:21    |  |
| Duração total: | Duração total:             | Duração total:            | 34:50   |  |

## Ficha Técnica

### Músicos
- Bateria, violão, piano elétrico em Tatuagem: Realcino Lima Filho (Nenê)
- Guitarra, violão, viola e percussão: Natan Marques
- Contrabaixo, baixo elétrico e percussão: Wilson Gomes
- Guitarra, teclado, violão, percussão: Crispim Del Cistia
- Teclado e violão: César Camargo Mariano

### Produção de Estúdio
- Direção de produção: Mazzola
- Direção musical e arranjos: César Camargo Mariano
- Estúdio: Phonogram
- Técnico de gravação: Ary Carvalhaes
- Técnico de mixagem: Mazzola
- Auxiliares de estúdio: Paulo Sérgio, Jairo e Jorge
- Copy Room: Jairo Gualberto
- Corte: Joaquim Figueira
- Agradecimentos a Ary e Luigi
- Layout-capa: Naum Alves de Souza
- Capa Interna: Aldo Luiz
- Arte final: Nilo de Paula
- Fotos: Cristiano Mascaro